# فهرست خلبانان تک‌خال نیروی هوایی ایران
در زیرفهرستی از خلبانان تک‌خال نیروی هوایی ایران آورده شده‌است.

## خلبانان تک‌خال

### جنگ ایران و عراق (۱۹۸۰–۱۹۸۸)
- فضل‌الله جاویدنیا، ۱۲[۱] یا ۱۱ (+۲ احتمالی)[۲] پیروزی
- جلیل زندی، ۱۱[۱] یا ۹ (+۳ احتمالی)[۳] پیروزی
- فریدون علی مازندرانی ۹[۱] یا ۱۱[۲] پیروزی
- ابوالفضل مهرگان‌فر ۶ پیروزی[۱][۲]
- حسن هرندی ۶ پیروزی[۱][۲]
- شهرام رستمی ۵[۱] یا ۶[۴] پیروزی
- جمشید افشار، ۵[۱] یا ۶[۴] پیروزی
- حسین خلیلی، ۵ پیروزی[۱][۲]
- جلیل مسلمی ۵ پیروزی[۱]
- کاظم صدقی ۵ پیروزی[۱][۴]
- مصطفی روستایی ۵ پیروزی[۲]
- خلیل دشتی‌زاده ۵ پیروزی[۲]
- اسدالله عادلی، ۵ پیروزی[۲]
- علی فتح الهی، 4 پیروزی
- محمدتقی پسیان که در طول جنگ جهانی اول چندین مأموریت جنگی را برای سرویس هوایی امپراتوری آلمان انجام داد، طبق ادعای خود ۲۵ هواپیما را در نبردهای هوایی در امتداد جبهه غربی ساقط کرد.[۵]

### استناد
1. 1 2 3 4 5 6 7 8 9 10  (Razoux 2015)
2. 1 2 3 4 5 6 7 8  (Razoux 2019)
3. ↑  (Cooper و Bishop 2004)
4. 1 2 3  (Cooper و Bishop 2004)
5. ↑  Farrokh, Kaveh (2011), "The First World War: Iran on the Edge", Iran at War: 1500–1988, Bloomsbury Publishing, p. 232, ISBN 978-1-78096-240-5